# 夢境
《夢境》（英語：The Dream）是法國後印象派畫家亨利·盧梭的油畫作品，為其代表作之一，完成於1910年。《夢境》首次於1910年5月在獨立藝術家協會（the Society of Independent Artists）展出，是亨利·盧梭最後完成的作品，距離他去世（1910年9月2日）只剩幾個月。法國詩人纪尧姆·阿波利奈尔給予此畫很高的評價。

## 經歷
藝術商人安布鲁瓦兹·沃拉（Ambroise Vollard）在1910年2月從亨利·盧梭手中買下此畫。藝術商人希德尼·賈尼斯（Sidney Janis）於1934年2月從安布鲁瓦兹·沃拉手中買下《夢境》。希德尼·賈尼斯在1954年賣給美國商人纳尔逊·洛克菲勒，他則捐贈給紐約市曼哈頓現代藝術博物館，慶祝該館開幕25週年。